# 細山田武史
細山田 武史（ほそやまだ たけし、1986年4月29日 - ）は、鹿児島県出水市出身の元プロ野球選手（捕手）。右投右打。

## 経歴

### プロ入り前
大龍小学校3年生から野球を始め、小学6年時鹿児島選抜のメンバーに選ばれた。同年秋、大口スポーツ少年団正捕手キャプテンとして県大会優勝、大口中学校では3年春に鹿児島大会ベスト4となった。2年時に観戦した夏の鹿児島大会決勝で大差で敗れたにもかかわらず笑顔の選手に驚き、「笑える野球がしたい」と卒業後は鹿児島城西高等学校へ進学した。
鹿児島城西では1年夏から正捕手となった。2003年・2年夏の甲子園鹿児島大会では鹿児島商業との準決勝で延長12回サヨナラ負けを喫した。2004年・3年夏の甲子園鹿児島大会では全試合フル出場したが準々決勝で鹿児島実業に2対7で敗れた。
スポーツ推薦で早稲田大学スポーツ科学部に進学した。1年春からベンチ入りし、2006年・2年秋には正捕手となり。明治神宮野球大会では宮本賢、大谷智久らをリードしたが決勝戦で亜細亜大学に2対5で敗れた。
2007年・3年時には前年の夏の甲子園で話題となった斎藤佑樹が入学し、入学当初からバッテリーを組み、以後2年間『斎藤佑樹（佑ちゃん）の恋女房』と報道される事が増えた。3年春のリーグ戦では松下建太、須田幸太、斎藤佑樹、福井優也らをリードして2季連続の優勝、首位打者（打率.424）とベストナインも獲得した。リーグ戦途中から2番打者となった。全日本大学野球選手権大会は東海大学を破り33年ぶりの優勝となった。6月25日に日米大学野球選手権大会の代表に選出され、日本の優勝が決まった第4戦以外の4試合にフル出場して2勝2敗だった。秋のリーグ戦も制して3季連続の優勝に貢献、ベストナインも獲得した。優勝パレードの壇上では「花は桜木、男は細山田」と叫んだ。明治神宮野球大会は決勝戦で東洋大学の大場翔太に完封負けを喫して準優勝となった。
2008年
4年夏は6月23日に第4回世界大学野球選手権大会の日本代表に選出された。7月18日からチェコ共和国のブルノ市で行われた同大会では第1戦と決勝戦以外の7試合に出場し、3試合で先発マスクを被った。台湾との1次リーグ第1戦は先発予定だったがユニフォームを宿舎に忘れて急遽大野奨太に変更された。カナダ代表との第2戦では延長11回一死二三塁の場面で自身が右翼へサヨナラ犠飛を放ち勝利した。韓国との第3戦の朝に父の訃報が伝えられ、先発マスクを外されたが4点リードの7回から斎藤佑樹と共に出場、2人で2イニングを無失点に抑え、9回も武内久士と組み無失点に抑え勝利した。韓国との準決勝では斎藤とのコンビでフル出場して9回を1失点に抑えて河原井正雄監督の誕生日に勝利した。決勝ではマスクを被らず、チームは敗れた。
10月30日のドラフト会議で横浜ベイスターズから4位指名を受けた。リーグ優勝が懸かる早慶戦が近いという理由で早稲田大学が記者会見を行わなかった。秋のリーグ戦では先制二塁打などの活躍で慶應義塾大学を破り優勝し、3年春から4季連続でベストナインも獲得した。11月5日に横浜ベイスターズから指名挨拶を受けた。なお1969年の荒川事件以来、同球団と早稲田大学は39年間絶縁状態だった。明治神宮野球大会は準決勝の東北福祉大学戦でフル出場し、先発・斎藤佑樹を8回無失点とリードしたが延長10回同点一死三塁の場面で大石達也がサヨナラスクイズを決められ0対1で敗れた。リーグ通算70試合に出場、214打数60安打、打率.280、1本塁打、32打点、6盗塁、ベストナイン4回を記録。
11月30日に横浜と契約を結び、背番号は36に決まった。12月12日に大学日本代表でチームメイトだった松本啓二朗、山崎憲晴と共に入団発表を行った。

### 横浜・DeNA時代
2009年
横浜は前年の正捕手・相川亮二がFA移籍し、阪神から野口寿浩がFA加入し、監督の大矢明彦から正捕手候補として期待されていた。キャンプでアピールを重ね、オープン戦で工藤公康とバッテリーを組んだ。工藤は「打たれて勉強することもある」と細山田のサインに首を振ることなく投球した。同期の松本啓二朗、山崎憲晴と共に開幕一軍入りを果たした。4月4日の対中日ドラゴンズ戦（ナゴヤドーム）で5点ビハインドの5回裏の守備から途中出場し、4人の中継ぎ投手をリードして4イニングを1失点に抑え、プロ初出場を果たした。打撃は吉見一起の前に2打数無安打と抑えられた。野口が開幕マスク4連敗したため4月8日の対読売ジャイアンツ戦でプロ初となる先発マスクを被り、工藤公康とのバッテリーを組んだが、制球が定まらず本塁打を4本浴び、5イニング8失点で敗戦した。2打席目に福田聡志から二塁打を放ってプロ初安打、その後内藤雄太のゴロで生還して初得点を記録した。先発マスクで2連敗したため再び正捕手は野口に戻ったが、4月下旬から奪い返した。4月24日の対東京ヤクルトスワローズ戦では初めて三浦大輔とバッテリーを組み8回2/3で無失点に抑え、代わった石井裕也で後続も断ち、捕手としてプロ入り初の完封勝利を果たした。4月26日の同カードでは由規から押し出し四球でプロ初打点を挙げた。4月28日の対阪神タイガース戦では6回1点ビハインド二死満塁の場面で走者一掃の二塁打を放ち、プロ初タイムリー打と初マルチヒットを記録した。5月8日の対阪神戦では三浦が完封勝利し、プロ入り初めて先発投手を完封に導いた。翌日5月9日の同カードでも完封リレーで自身初の連続完封勝利となり、投手陣や首脳陣の信頼を得た。5月18日から無期限休養となった大矢に代わって、湘南シーレックスの田代富雄が指揮を執り始めると、新沼慎二と武山真吾の起用機会も増え、6月以降は新沼とのスタメン併用、7月以降は黒羽根利規、武山との併用となっていった。田代体制ではスクイズや盗塁アシストなど小技を見せる機会が増えた。5月29日から6月26日の10試合で先発マスクで10連敗した。バント処理の遅れを指摘されたり、8月27日の対阪神戦の7回に見逃しと空振りでリーグ31人目となる1イニング2三振を記録するなど、攻守に課題も見せていた。8月下旬以降は打率.160前後で、被盗塁も多くバントミスもあり、三浦先発時に2試合連続チームが敗戦したことなどから9月9日に二軍降格となった。降格後の9試合で29打数10安打、打率.345を残したが、9月18日のイースタン・リーグ対千葉ロッテマリーンズ戦の5回フライ捕球守備の際に三塁手・村田修一と交錯し、左太腿を強打して筋挫傷となり、そのまま二軍でシーズンを終え、フェニックス・リーグも不参加となった。最終的にチーム捕手最多となる88試合に出場したが、盗塁阻止率はリーグワーストの.173、打率も.158と課題を残した。チームの盗塁阻止率は.181であり、セントラル・リーグのチームの盗塁阻止率が2割に満たなかったのは1997年の中日ドラゴンズ以来12年ぶりの失態となった。62試合で先発マスクを被り、フル出場した30試合では17勝13敗、3完封勝利だった。三浦大輔との15試合では7勝6敗だったが、最も多く組んだレス・ウォーランドとのコンビでは18試合で5勝9敗、その他の先発とは29試合で3勝14敗と大幅に負け越した。
2010年
前年正捕手が固定されなかった事もあり球団は橋本将を獲得し、同年から監督に尾花高夫が就任した。春季キャンプは発熱による遅れがあったものの、合流後は盗塁阻止率改善に向けて、内股気味に踏み出す左足の矯正に取り組んだ。途中で二軍キャンプ行きとなったが、開幕は一軍で迎えた。主に橋本を休ませる目的で起用された。シーズン中には尾花からスローイング、バントの指導も受けていたが、打率.111だったこともあり6月16日に二軍へ降格された。チームの借金が40を越えた9月28日に再昇格したが活躍する事無くシーズンを終えた。先発マスクは11試合で、フル出場した6試合で4勝2敗だった。なお4月21日から10月3日までの先発マスク8試合でわずか1勝しか挙げられなかった。
2011年
開幕を一軍で迎え、抹消される事無く一軍で過ごした。5月6日の対阪神戦ではチームとして10戦ぶりとなる先制打を放った。同試合では山本省吾との初バッテリーで結果を出し、プロ3年目にして初のヒーローインタビューを受けた。この日を境に先発出場の機会が増え、5月・6月は武山真吾と併用、7月から新沼慎二が加わり、8月中旬以降は黒羽根利規との併用となった。8月5日の対中日戦では球団が2008年から11連敗していた吉見一起から先制打を含む2安打と活躍して連敗を4で止めた。9月28日の対巨人戦では福田聡志からプロ1号となる先制ソロ本塁打を放ったが、抑えの山口俊が9回に逆転され敗戦した。10月8日の対阪神戦の9回1点ビハインド二死二三塁の場面で藤川球児から逆転の2点タイムリー打を放ってプロ初のサヨナラ打を記録した。最終的にチーム捕手最多の54試合で先発マスクを被り、フル出場した22試合では15勝6敗1分け、4完封勝利だった。15試合と最も多く組んだ高崎健太郎とは3勝8敗、加賀繁との8試合で3勝1敗だった。山本省吾とは7試合組み、前述の1勝目の後に6連敗し、山本がリリーフへ配置転換される一因を作った。打撃面では打率が初めて2割台に乗り、勝利打点4はチーム3位の数字だった。守備面では守備率1.000でリーグ1位となった反面、2009年に続きリーグワーストの盗塁阻止率.188と課題を残した。
2012年
FAで復帰加入した鶴岡一成、ドラフト2位の高卒新人・髙城俊人、強肩の黒羽根の台頭もあり、今季から新しく監督に就任した中畑清からは春季キャンプからシーズン終了まで一度も一軍に呼ばれずに終わった。二軍公式戦でもわずか20試合（捕手13試合）の出場だった。オフは事実上の戦力構想外となり、下交渉の時点で大幅減額を飲むか自由契約かの二択を迫られた。11月22日の契約更改交渉で減額制限を大幅に越える1,100万円ダウン（65パーセント減）の年俸600万円で更改し（金額は推定）、更改後の記者会見で「これから食事は松屋か𠮷野家にする」と発言している。
2013年
春季キャンプの前に血栓が原因の右腕血行障害を発症してボールが投げられず、手術を受けて完治したが同年も一軍に上がる事なくシーズンを終えた。二軍でも5月・6月は欠場し、公式戦は6試合の出場に終わった。
ブルペン捕手や職員で球団に残る道も提示されたが現役続行を希望したため、10月3日に球団から戦力外通告を受けた。
11月10日に第1回12球団合同トライアウトに参加した。

### ソフトバンク時代
2013年
12月12日に福岡ソフトバンクホークスが育成選手として細山田と契約したことを発表し、背番号は125に決まった。トライアウト後にソフトバンクから合格の電話を受けた際は「ドラフトで指名された時とは比べ物にならないくらい嬉しかった」と述べている。12月24日に勧野甲輝、松冨倫と共に入団会見を行った。12月30日にTBS系列で放送された『プロ野球戦力外通告・クビを宣告された男達』（TBS制作）では、戦力外通告の直後からソフトバンクへの入団に至るまでの経緯を、細山田への密着取材映像を交えながら紹介した。
2014年
育成選手の主戦である三軍で67試合に出場して159打数39安打、打率.245、2本塁打、14打点だった。二軍公式戦はわずか4試合（捕手3試合）の出場だった。
10月31日に育成選手の規約に則り自由契約公示されたが、11月27日再びソフトバンクと育成選手契約を結んだ。
2015年
同年も三軍を中心に出場していたが、3月上旬に細川亨が骨折、3月下旬に開幕から起用されていた山下斐紹が靭帯損傷で離脱したため、4月3日に支配下選手登録され、背番号が00へと変更された。球団から連絡を受けたのが4月2日だっため、「エイプリルフールかと思った」とコメントした。同日一軍へ昇格し、4月18日の対千葉ロッテマリーンズ戦（QVCマリン）で7回の守備から出場して移籍後初出場を果たし、二保旭を2イニング無失点とリードし、三塁ベンチ前でスライディングキャッチする好守も見せた。出場機会が無く4月23日に二軍降格となったが、5月中旬に鶴岡慎也が骨折し、首脳陣が交流戦前に捕手3人制にするため5月24日に再昇格を果たした。6月5日の対巨人戦（東京ドーム）で移籍後初・自身4年振りの一軍スタメンマスクを任されると、同点で迎えた4回裏1死2・3塁の打席で内海哲也から勝ち越しの2点二塁打を放った。この一打によって、一軍公式戦では自身4年振りの安打と打点を記録した。さらに走者として三塁へ進むと、今宮健太の打席で一塁走者・中村晃とのダブルスチールを敢行、自身5年振りの盗塁となるホームスチールを成功させるなど1イニングで3点を稼いでチームの勝利に貢献した。ドーム内で観戦していた球団会長の王貞治は「一生懸命やったら、いいこともあるよね。頑張って野球をやってきて良かったじゃないか」と称賛のコメントを寄せている。10月4日に球団から自身2度目の戦力外通告を受けたが、12球団合同トライアウト（11月10日）には参加しなかった。

### アマ復帰後
2015年11月11日に、トヨタ自動車硬式野球部へ加入することが発表された。選手としてトヨタ自動車に加入したプロ野球経験者は、的場寛一（元・阪神、2006年 - 2012年に所属）に次いで2人目である。
翌2016年の第87回都市対抗野球では正捕手として全試合に出場。早稲田大学の先輩でエースの佐竹功年投手を中心とした投手陣を好リードで引っ張り、打っては準々決勝の対東京都（NTT東日本）戦で延長10回裏にサヨナラ打を放つなど攻守共に活躍、豊田市（トヨタ自動車硬式野球部）の都市対抗野球大会初制覇に大きく貢献した。なお同年の学生野球資格回復研修を受講した上で、翌2017年2月7日に日本学生野球協会より学生野球資格回復の適性認定を受けたことにより、学生野球選手への指導が可能となった。第28回BFAアジア選手権の代表（捕手）に選ばれた。2018年アジア競技大会の日本代表に選ばれた。2019年の第90回都市対抗野球大会でも決勝まで勝ち進んだが、大学・横浜/DeNA時代のチームメイトだった須田を擁するJFE東日本に敗れた。
2021年からはコーチ兼任となった。同年をもって選手からは引退し、翌2022年からはコーチとしてチームに所属する。
2023年はコーチとしてチーム7年ぶりの都市対抗優勝に貢献した。

## プレースタイル

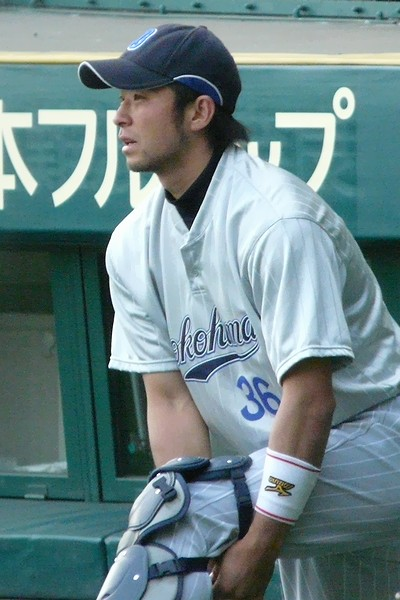
レガースをつける細山田（2009年、阪神甲子園球場）

プロ入り前は大学で3季連続のリーグ優勝に導いた頭脳的なリード、投手の特徴を引き出すインサイドワーク、肩の強さ、長打力と小技を兼ね備えている点などをプロに評価されていた。横浜ベイスターズで同僚だった高森勇旗は細山田を身体能力が低く、パワーと肩に関してプロの捕手としては平均以下とした上で、投手への気配り、配球を含めたリード、野手への的確なポジショニングの指示など試合をコントロールする技術に長けていると評価した。また、プレーは泥臭く、配球やリードに対しても研究熱心でプロとの差を埋めるために夜間練習の終了後もバッテリーコーチの福澤洋一の部屋で遅くまでミーティングしていたという。トライアウトの際もシーズン中の試合同様投手とコミュニケーションをとり、野手にまで指示を出していた。
トヨタ自動車復帰後は、栗林良吏(現・広島東洋カープ)の育成に携わった。入社当時スライダーを得意としていた栗林に対し、打者にとってはタイミングの合わせやすい変化球であることを見抜き、スライダーではなくカーブを投げるよう進言した。また、入社当時は全く落ちなかったフォークの強化に努め、意識を変えるためにストライクゾーンの中に投げさせたり、あえて多投させることで、プロ入り後最大の武器となるまで磨き上げた。栗林は細山田の現役引退時に「一番の武器だったスライダーをなくして、カーブの方が良いよ、といってくださった。本当に感謝しかない」とコメントを寄せている。

### 盗塁阻止
プロ入り前は盗塁阻止とボールを後逸しない点を自身の持ち味と述べており、遠投距離は110メートルと言われていた。プロ1年目の春に大矢からは送球時のモーションの速さを評価されたが、2009年と2011年にリーグワーストの盗塁阻止率を記録した。3盗塁を許した試合では、走者を気にする余り先発投手の球数が激増したことを指摘された。

### リード
バッテリーを組んだ投手と心で向き合えるキャッチャーであることを信条にしている。プロ1年目の春季キャンプでは大矢明彦から達川光男みたいなしつこいリードと評された。2011年の5月6日から5月11日に全試合で先発マスクを被りチームが5連勝した際に、総合コーチの岡本哲司から「緩急や残像、対角線、奥行き、投手の特性に打者の情報をプラスして、瞬時に答えを出せる」と評価されたが、同年後半は直球を狙われている事に気づかず、ベンチからの指示も無視して痛打され、尾花と福澤に苦言を呈されたり、初回に5連打を浴びるのが3試合を越えたため、「狙い球を察知できない」と評された。また同年はサインミスをした年上の新人・大原慎司を怒鳴りつけるシーンもあった。

### 打撃
横浜時代は通算打率.171、三振率も.327と高く打撃力は課題であり、代打を出されることが多かったものの、前述の阪神戦でのサヨナラヒットや、DeNA時代最後に出場した試合（2軍）で放った代打サヨナラ満塁ホームランなど、勝負強いバッティングを見せる場面も多い。

## 人物
明るい性格でチームをまとめる能力があり、大学時代はムードメーカーだった。
ドラフト時の横浜監督・大矢明彦の著書・『大矢明彦的「捕手」論』を愛読書として配球を学び大学のリーグ戦で生かし、横浜の指名挨拶を受けた際に「大矢監督の分身として頑張りたい」と述べた。大矢が三国志の熱烈なファンと知り、1年目のキャンプで自身も小説版を購入した。大矢が休養の形でチームを去った際は「まだ、教わりたいこともあった。大矢さんが監督でなければ、プロに入ってなかっただろうし、活躍して恩返しをしたい」と述べ、大矢も休養前に名指しで褒めていた。
2012年オフには前述の大幅な年俸のダウンのため、同年から参加していた大分県での内川聖一との自主トレに翌年度はお金が無くて参加できるかわからないと溢していたが、ニュースを知った周囲の知人から食事を奢ってもらい参加した。

### 家族
細山田の父は大学で野球を続ける事に反対したが、何度も頭を下げる息子の熱意に打たれて「一度、決めたことをやり通すまでは、親の死に目に会えなくても帰ってくるな」と告げて続ける事を許した。
2008年の世界大学野球選手権大会の予選リーグ中にがんで父を亡くし、訃報を知った当日の韓国戦では斎藤が黒いTシャツを買って切り刻み、選手、関係者全員分の喪章を作り、斎藤は左腕に付けてマウンドに上がった。一度は帰国も考えたが父との約束を守って現地に留まり、同試合でスタメンを外されたが、「日本に帰っても会えない。金メダルを取って帰りたい」と発言し、味方が大量点を獲り逆転した後に途中出場した。同試合後にはチームメイト全員のサインが入ったウイニングボールを手渡され、決勝戦で敗れたがグラウンドで「父ちゃん、メダル取ったぞ」と天に向かって叫んだ。
父の死後、細山田の母親は傷心の細山田を励まそうと鹿児島県から東京都の神宮球場に通い、スタンドで応援していた。
2008年11月中旬に父の同僚達から母を通じて一日署長の依頼があり、「父がどんなに同僚に信頼されていたのかを知りたい。プロ野球選手として、これから自分が生きていくうえでの糧にしたいです」と快諾、12月に父が勤務していた鹿児島県鹿児島西警察署の一日署長を務めた。
横浜時代の打席入場曲は父が好んで歌っていたと言う理由で鳥羽一郎の「兄弟船」にした。
2014年12月2日に大学2年時に先輩の紹介で知り合った福岡県出身の一般女性と7年の交際を実らせて入籍した。本来は2013年オフに結婚式を予定していたが、トライアウトに専念するため延期していた。
ところが同年12月6日に結婚式を挙げた際に母親が式場で倒れ、クモ膜下出血のため4日後に亡くなり挙式から1週間も経たずに葬儀を行うことになった。翌年一軍で移籍後初タイムリー打を打った際に「（両親に）本当はこの姿を見せたかった」と述べた。

## 詳細情報

### 年度別打撃成績
| 年 度    | 球 団        | 試 合 | 打 席 | 打 数 | 得 点 | 安 打 | 二 塁 打 | 三 塁 打 | 本 塁 打 | 塁 打 | 打 点 | 盗 塁 | 盗 塁 死 | 犠 打 | 犠 飛 | 四 球 | 敬 遠 | 死 球 | 三 振 | 併 殺 打 | 打 率 | 出 塁 率 | 長 打 率 | O P S |
| -------- | ------------ | ----- | ----- | ----- | ----- | ----- | -------- | -------- | -------- | ----- | ----- | ----- | -------- | ----- | ----- | ----- | ----- | ----- | ----- | -------- | ----- | -------- | -------- | ----- |
| 2009     | 横浜         | 88    | 203   | 177   | 9     | 28    | 7        | 0        | 0        | 35    | 11    | 0     | 1        | 11    | 0     | 13    | 2     | 2     | 51    | 4        | .158  | .224     | .198     | .422  |
| 2010     | 横浜         | 19    | 33    | 32    | 1     | 3     | 1        | 0        | 0        | 4     | 1     | 1     | 0        | 0     | 0     | 1     | 1     | 0     | 6     | 0        | .094  | .121     | .125     | .246  |
| 2011     | 横浜         | 84    | 157   | 130   | 5     | 27    | 3        | 0        | 1        | 33    | 11    | 0     | 0        | 13    | 1     | 8     | 1     | 5     | 54    | 1        | .208  | .278     | .254     | .532  |
| 2015     | ソフトバンク | 12    | 8     | 6     | 2     | 1     | 1        | 0        | 0        | 2     | 2     | 1     | 0        | 1     | 0     | 1     | 0     | 0     | 0     | 0        | .167  | .286     | .333     | .619  |
| NPB：4年 | NPB：4年     | 203   | 401   | 345   | 17    | 59    | 12       | 0        | 1        | 74    | 25    | 2     | 1        | 25    | 1     | 23    | 4     | 7     | 111   | 5        | .171  | .237     | .214     | .451  |

### 年度別守備成績
| 年 度 | 球 団        | 捕手  | 捕手  | 捕手  | 捕手  | 捕手  | 捕手     | 捕手  | 捕手     | 捕手     | 捕手     | 捕手     |
| 年 度 | 球 団        | 試 合 | 刺 殺 | 補 殺 | 失 策 | 併 殺 | 守 備 率 | 捕 逸 | 企 図 数 | 許 盗 塁 | 盗 塁 刺 | 阻 止 率 |
| ----- | ------------ | ----- | ----- | ----- | ----- | ----- | -------- | ----- | -------- | -------- | -------- | -------- |
| 2009  | 横浜         | 87    | 398   | 38    | 2     | 4     | .995     | 3     | 75       | 62       | 13       | .173     |
| 2010  | 横浜         | 19    | 86    | 7     | 1     | 0     | .989     | 2     | 8        | 7        | 1        | .125     |
| 2011  | 横浜         | 84    | 356   | 29    | 0     | 1     | 1.000    | 2     | 48       | 39       | 9        | .188     |
| 2015  | ソフトバンク | 11    | 22    | 1     | 0     | 1     | 1.000    | 0     | 3        | 3        | 0        | .000     |
| 通算  | 通算         | 201   | 862   | 75    | 3     | 6     | .997     | 7     | 134      | 111      | 23       | .172     |

### 記録
- 初出場：2009年4月4日、対中日ドラゴンズ2回戦（ナゴヤドーム）、4回裏に捕手で出場
- 初打席：同上、6回表に吉見一起から二塁ゴロ
- 初安打：2009年4月8日、対読売ジャイアンツ2回戦（横浜スタジアム）、5回裏に福田聡志から中越二塁打
- 初先発出場：2009年4月9日、対読売ジャイアンツ3回戦（横浜スタジアム）、8番・捕手で先発出場
- 初打点：2009年4月26日、対東京ヤクルトスワローズ5回戦（明治神宮野球場）、1回表に由規から押し出し四球
- 初盗塁：2010年4月17日、対阪神タイガース5回戦（横浜スタジアム）、6回裏に二盗（投手：上園啓史、捕手：城島健司）[140]
- 初本塁打：2011年9月28日、対読売ジャイアンツ19回戦（横浜スタジアム）、7回裏に福田聡志から左越ソロ

### 背番号
- 36 （2009年 - 2013年）
- 125 （2014年 - 2015年4月2日）
- 00 （2015年4月3日 - 同年終了）

### 登場曲
- 「兄弟船」鳥羽一郎（2009年 - [141][142][143][144][145]）